# Скопа (провинция Верчелли)
Скопа (итал. Scopa) — коммуна в Италии, располагается в регионе Пьемонт, в провинции Верчелли.
Население составляет 371 человек (2008 г.), плотность населения составляет 17 чел./км². Занимает площадь 22 км². Почтовый индекс — 13027. Телефонный код — 0163.
Покровителем коммуны почитается святой апостол Варфоломей, празднование 24 августа.

## Демография
Динамика населения: